# Carex urelytra
Espèce
Classification phylogénétique
Carex urelytra est une espèce des plantes du genre Carex et de la famille des Cyperaceae.